# Dakota (Minnesota)
Dakota és una població dels Estats Units a l'estat de Minnesota. Segons el cens del 2000 tenia 329 habitants.

## Demografia
Segons el cens del 2000, Dakota tenia 329 habitants, 130 habitatges, i 92 famílies. La densitat de població era de 189,6 habitants per km².
Dels 130 habitatges en un 31,5% hi vivien nens de menys de 18 anys, en un 63,8% hi vivien parelles casades, en un 5,4% dones solteres, i en un 28,5% no eren unitats familiars. En el 27,7% dels habitatges hi vivien persones soles el 16,9% de les quals corresponia a persones de 65 anys o més que vivien soles. El nombre mitjà de persones vivint en cada habitatge era de 2,53 i el nombre mitjà de persones que vivien en cada família era de 3,13.
Per edats la població es repartia de la següent manera: un 28,9% tenia menys de 18 anys, un 5,5% entre 18 i 24, un 28,3% entre 25 i 44, un 19,5% de 45 a 60 i un 17,9% 65 anys o més.
L'edat mediana era de 37 anys. Per cada 100 dones de 18 o més anys hi havia 91,8 homes.
La renda mediana per habitatge era de 50.156 $ i la renda mediana per família de 53.929 $. Els homes tenien una renda mediana de 38.333 $ mentre que les dones 24.375 $. La renda per capita de la població era de 17.700 $. Entorn del 3,6% de les famílies i el 4,7% de la població estaven per davall del llindar de pobresa.

## Poblacions més properes
El següent diagrama mostra les poblacions més properes.